# Constantinesco

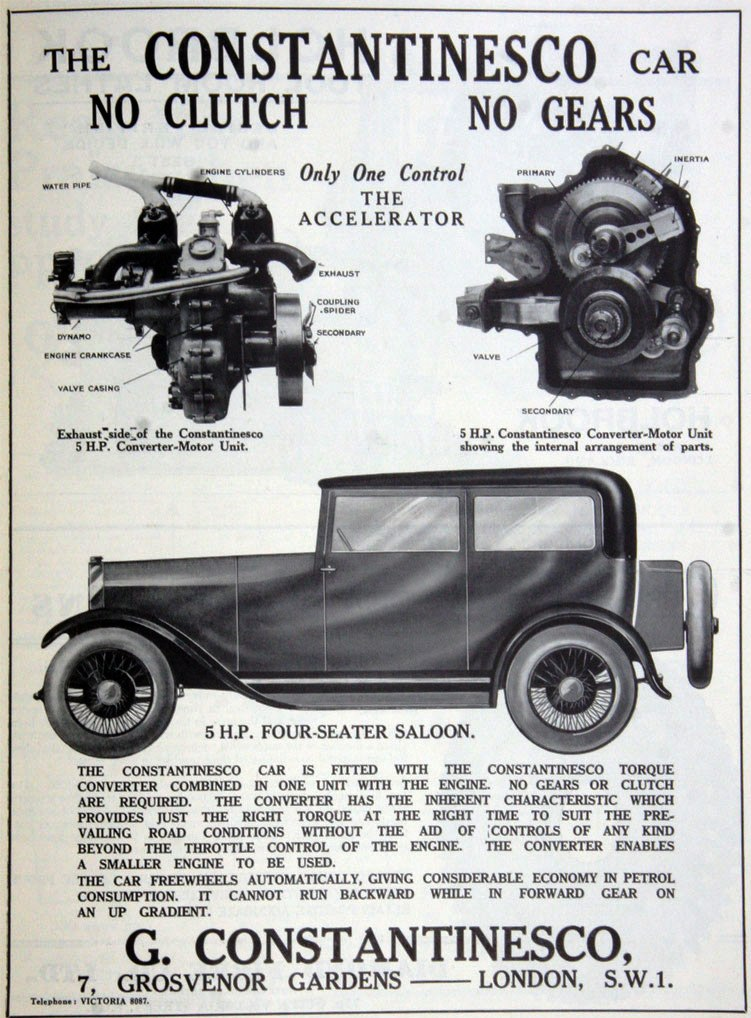
Werbung von Constantinesco

Constantinesco war ein französischer Hersteller von Automobilen.

## Unternehmensgeschichte
Der gebürtige Rumäne George Constantinesco (1881–1965) betrieb in London die Constantinesco Torque Converter Ltd. 1926 gründete er in Paris ein Unternehmen zur Produktion von Automobilen und stellte im gleichen Jahr Fahrzeuge auf dem Pariser Automobilsalon aus. Der Markenname lautete Constantinesco. 1928 endete die Produktion.

## Fahrzeuge
Das einzige Modell 5 CV war ein Kleinwagen. Für den Antrieb sorgte ein Zweizylinder-Zweitaktmotor mit 494 cm³ Hubraum. Der Antrieb erfolgte auf eines der beiden Hinterräder. Besonderheit war der Drehmomentwandler, den das britische Unternehmen von George Constantinesco herstellte. Der offene Zweisitzer kostete 250 Pfund Sterling. Der Neupreis für eine geschlossene Variante betrug 370 Pfund Sterling, doch gelangte diese Version nicht mehr in den Verkauf.